# Sorbona
La Sorbona (en francés: la Sorbonne) es una histórica universidad de París, en Francia. Heredera de una costumbre humanista secular, es una universidad de letras y humanidades de renombre internacional.
Junto con las universidades de Oxford, Bolonia y Salamanca, es una de las universidades más antiguas y prestigiosas del mundo. Fue fundada en 1257 por  sabio, canónigo y teólogo francés, Robert de Sorbón, para los estudiantes pobres de Teología, ya que él había sido muy pobre, la cual fue reformada en su totalidad por el Cardenal Richelieu. Entre sus célebres profesores y alumnos figuran Pierre y Marie Curie, Jean-Paul Sartre, Simone de Beauvoir, René Descartes, Louis Pasteur, Lavoisier, Pedro Paulet, Victor Hugo, san Ignacio de Loyola y san Juan Bautista de La Salle y Armando Uribe entre muchos otros.
El edificio histórico se encuentra en el centro de París, en el quinto distrito, enfrente del parque de Samuel Paty y del Museo Nacional de la Edad Media de París (al sur) y del Liceo Louis-le-Grand y del Collège de France (al oeste), cerca del Panteón de París y del jardín del Luxemburgo (que pertenece al Palacio del Luxemburgo, sede del Senado de Francia), en el denominado Barrio Latino, donde se concentran muchas escuelas superiores.
En sus aulas y anfiteatros, reconstruidos en su totalidad entre los años 1885 y 1901, se enseñan hoy principalmente ciencias sociales, economía, historia, geografía, derecho y filosofía.

## Collège de Sorbonne
El nombre deriva del Collège de Sorbonne (Colegio de Sorbona), fundado en 1257 por Robert de Sorbon, capellán y confesor del rey de Francia Luis IX (San Luis), siendo uno de los primeros colegios significativos del París medieval, y creado con el objetivo de facilitar la enseñanza de teología a alumnos pobres. La biblioteca fue una de las primeras en organizar los elementos alfabéticamente según el título. La Universidad como tal era sin embargo alrededor de un siglo más antigua que el colegio, y otras escuelas menores ya habían sido fundadas a finales del siglo XII.
Tres siglos más tarde se convirtió en un centro privilegiado para los debates de la facultad de teología y tuvo un papel importante en las querellas religiosas del país, contra los jesuitas en el siglo XVI y contra los jansenistas en el siglo XVII. El Collège de Sorbone fue suprimido durante la Revolución francesa, reabierto por Napoleón en 1808 y finalmente cerrado en 1882. Este era solo uno de los muchos colegios de la Universidad de París que existían hasta antes de la Revolución. Hastings Rashdall, en su obra The Universities of Europe in the Middle Ages (Las Universidades de Europa en la Edad Media) de 1895 enumera unos setenta colegios de la universidad tan solo en la Edad Media; algunos de estos tuvieron una corta existencia y desaparecieron antes del término del periodo medieval, mientras que otros fueron fundados a principios de la Edad Moderna, como el Collège des Quatre-Nations (Colegio de las Cuatro Naciones).

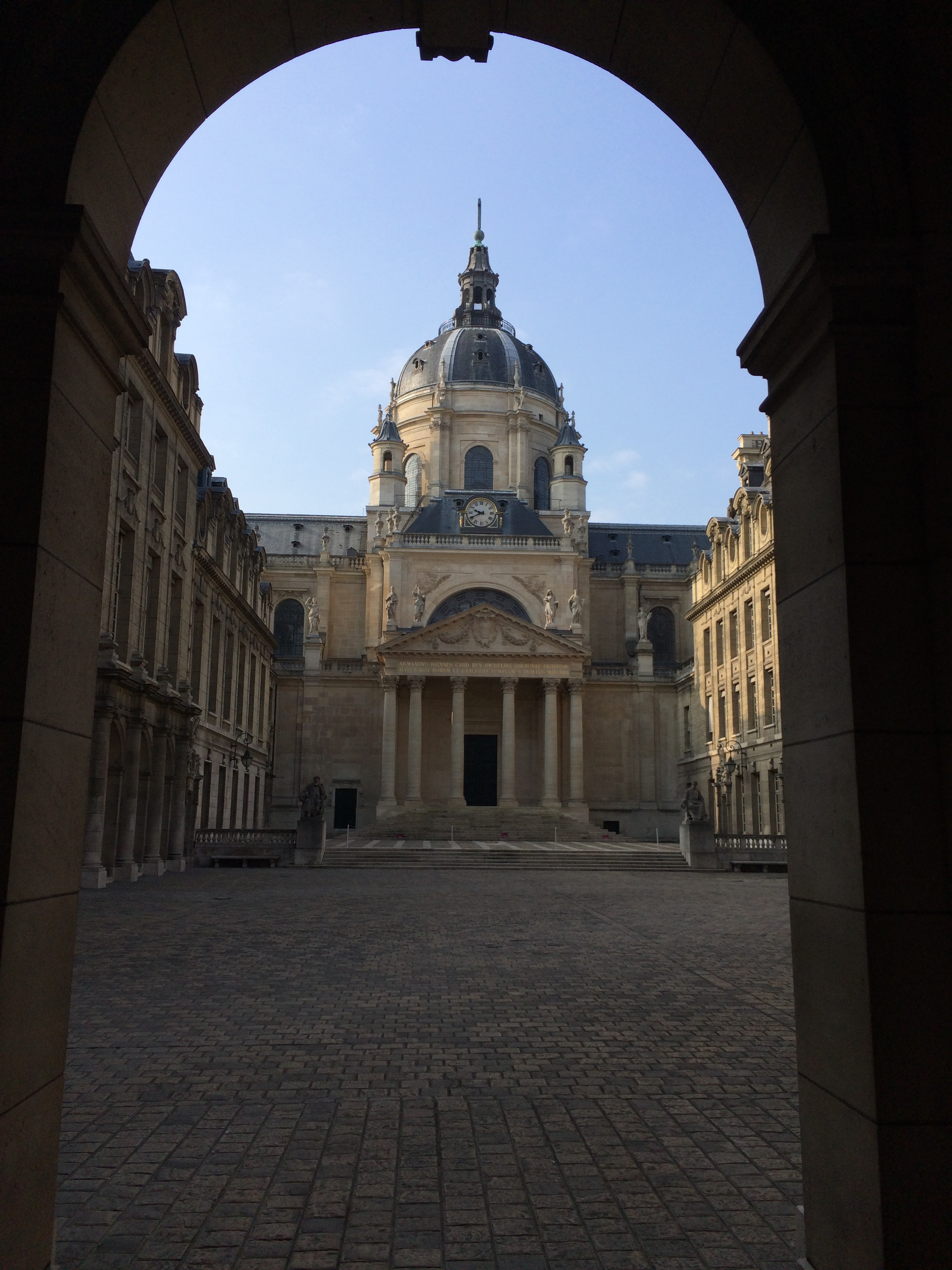
Vista del patio central con la capilla de santa Úrsula

## Facultad de Teología de París
Con el tiempo el colegio, aunque solo era uno de tantos en la universidad, se convirtió en el centro de los estudios teológicos y el término «Sorbona» era usado frecuentemente como sinónimo de la Facultad de Teología de París.

## Mayo de 1968
Tras meses de conflictos entre estudiantes y autoridades en la Universidad de París en Nanterre, la administración cierra dicha universidad el 2 de mayo de 1968. Los estudiantes del campus de la Sorbona en París se reunieron el 3 de mayo para protestar contra el cierre y la amenaza de expulsión de varios estudiantes de Nanterre.
El 6 de mayo, el Sindicato nacional de estudiantes, la Union Nationale des Étudiants de France (UNEF) —aún hoy el mayor sindicato estudiantil de Francia— y el sindicato de profesores universitarios convocaron una marcha para protestar contra la invasión policial de la Sorbona. Más de 20 000 estudiantes, profesores y otros simpatizantes marcharon hacia la Sorbona, aún acordonada por la policía, que cargó con sus porras en cuanto los manifestantes se acercaron. Mientras la multitud se dispersaba, algunos empezaron a hacer barricadas con lo que tenían a mano, mientras otros lanzaban adoquines, obligando a la policía a retroceder durante un tiempo. La policía respondió entonces con gases lacrimógenos y volvió a cargar contra la multitud. Cientos de estudiantes fueron detenidos.
El 10 de mayo tuvo lugar la «noche de las barricadas», en la que los estudiantes bloquearon las calles del barrio Latino con coches, maderas y adoquines. Se produjeron brutales enfrentamientos entre estudiantes y policías antidisturbios, sobre todo en la calle Gay-Lussac. A primera hora de la mañana siguiente, cuando los enfrentamientos se disolvieron, Daniel Cohn-Bendit emitió un mensaje de radio en el que llamaba a la huelga general. El lunes 13 de mayo, más de un millón de trabajadores se declararon en huelga y los estudiantes declararon que la Sorbona estaba «abierta al público». Las negociaciones terminaron y los estudiantes volvieron a sus campus tras la falsa noticia de que el gobierno había accedido a reabrirlos, solo para descubrir que la policía seguía ocupando las escuelas.
Cuando se reabrió la Sorbona, los estudiantes la ocuparon y la declararon «Universidad Popular» autónoma. Durante las semanas siguientes se crearon en París y otros lugares unos 401 comités de acción popular para documentar las quejas contra el gobierno y la sociedad francesa, entre ellos el Comité de Ocupación de la Sorbona.

## Universidad de París
Durante la segunda mitad del siglo XIX, los edificios del Collège de Sorbonne fueron usados por las Facultades de Ciencias y Literatura de lo que en esa época era conocido como la Academia de París, nombre usado para referirse a las facultades de la antigua Universidad de París dentro de la estructura centralizada conocida como la Universidad de Francia, creada en 1808 pero dividida de nuevo en sus universidades constituyentes originales en 1896. Como resultado de esto, «Sorbona» se convirtió en un término coloquial para referirse a toda la Universidad de París.
El uso del nombre «Sorbona» para la Facultad de Teología todavía aparecía señalado en la undécima edición de la Enciclopedia Británica (1910-1911) y en la Enciclopedia Católica de 1913, ninguna de las cuales indicaba que la palabra podía referirse a la universidad como un todo. A pesar de que probablemente ninguna de estas enciclopedias en inglés de principios del siglo XX estaba actualizada en cuanto a las usanzas francesas de aquella época, aun así muestra que esta era una innovación y que todavía no se había extendido demasiado.

Dependencias de la Sorbona
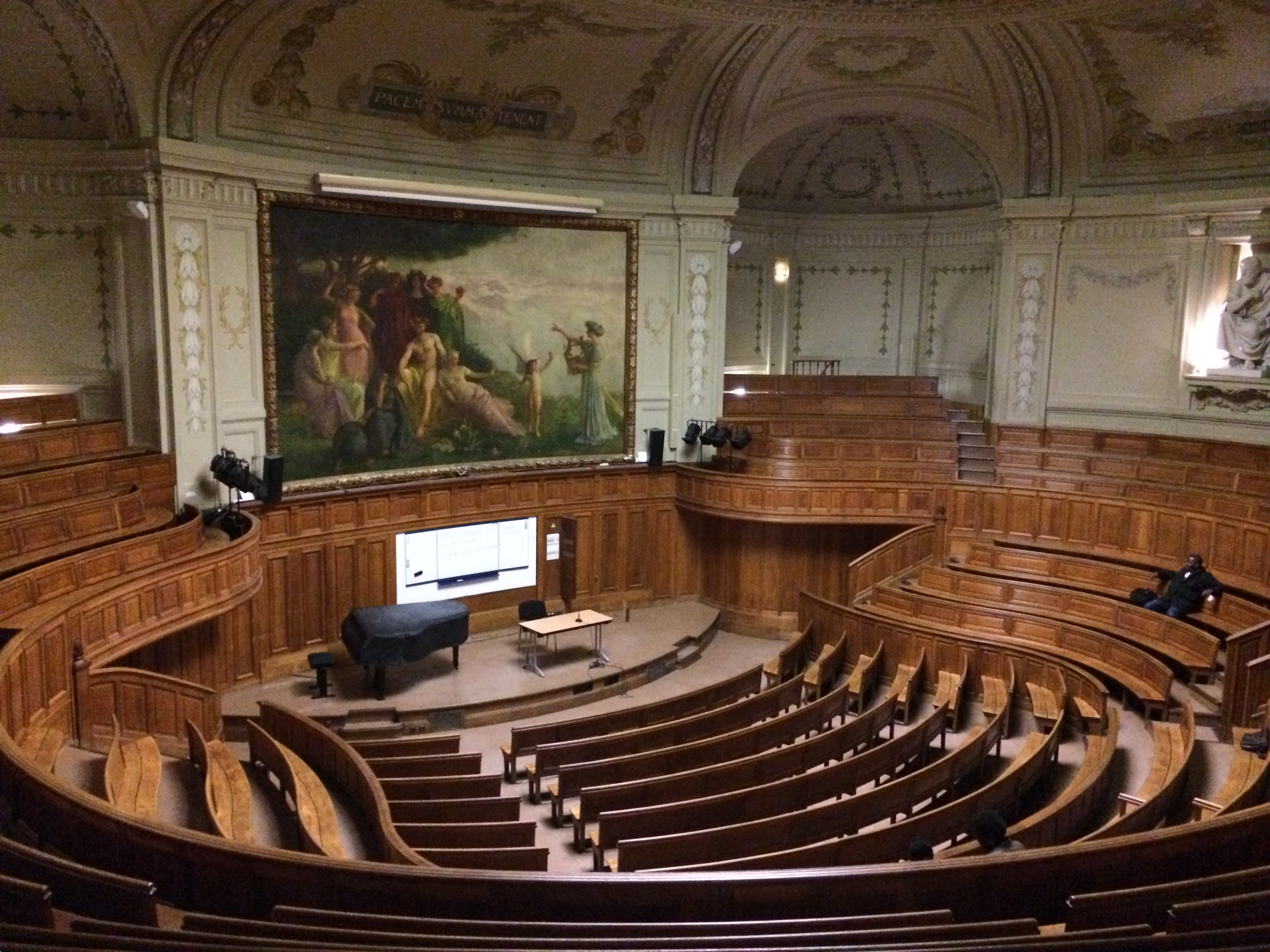
Anfiteatro Richelieu
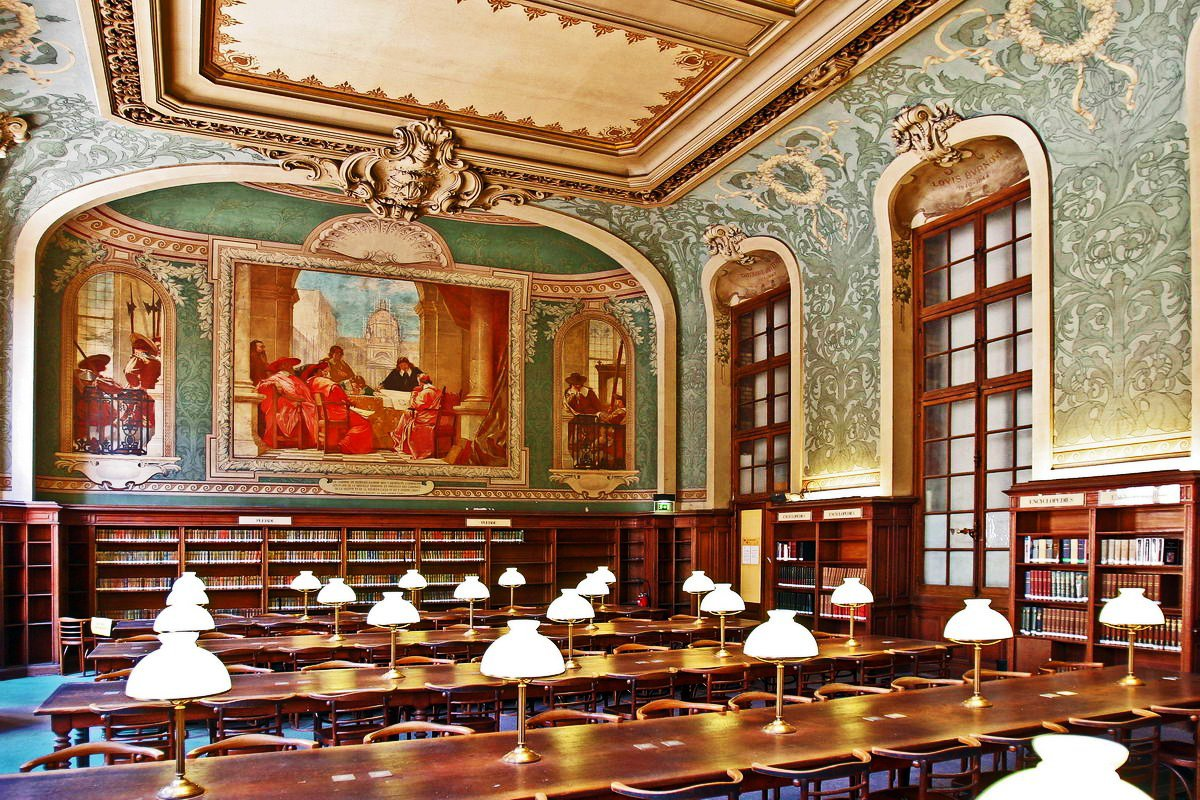
Biblioteca
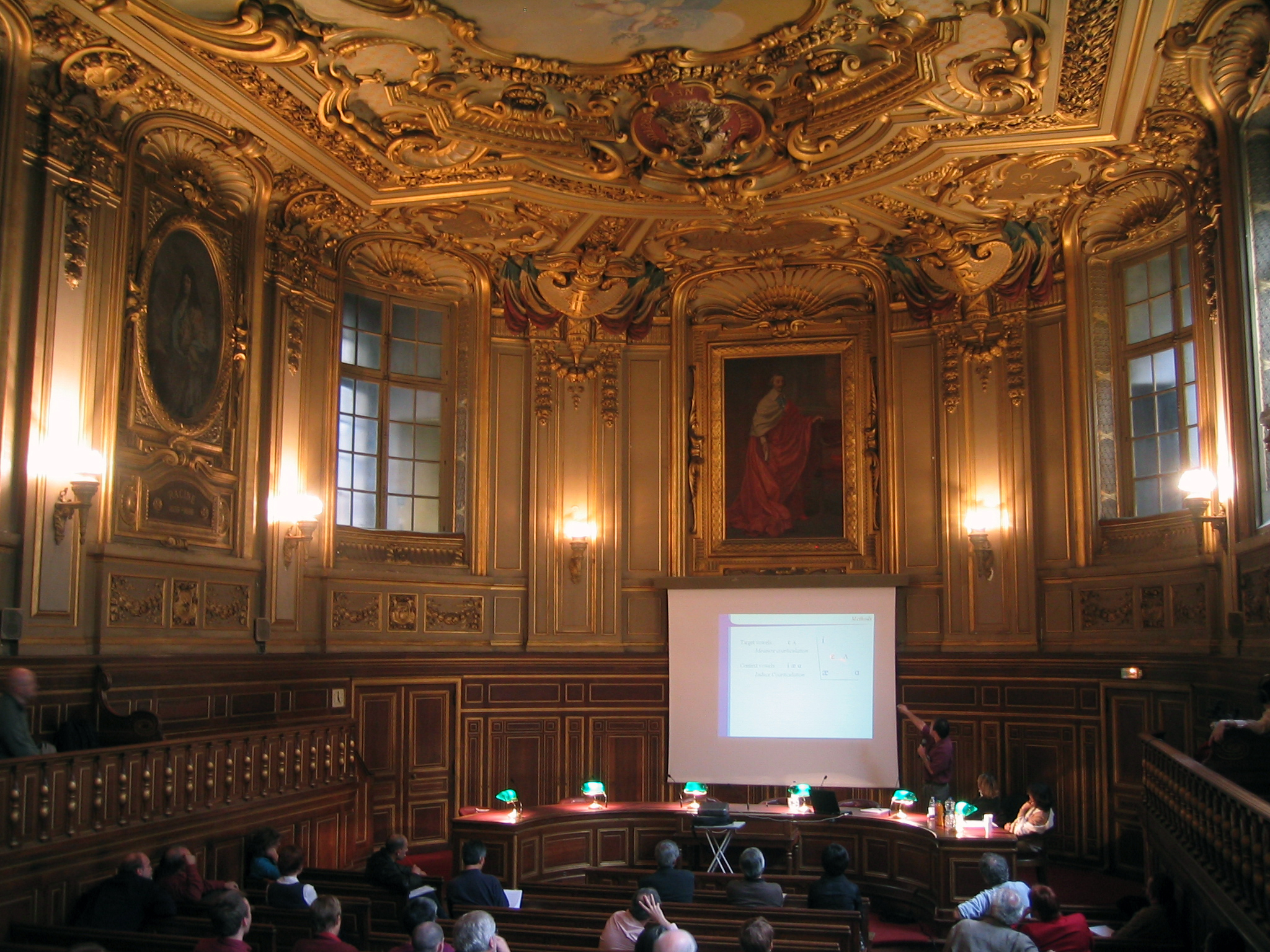
Sala Louis Liard 2
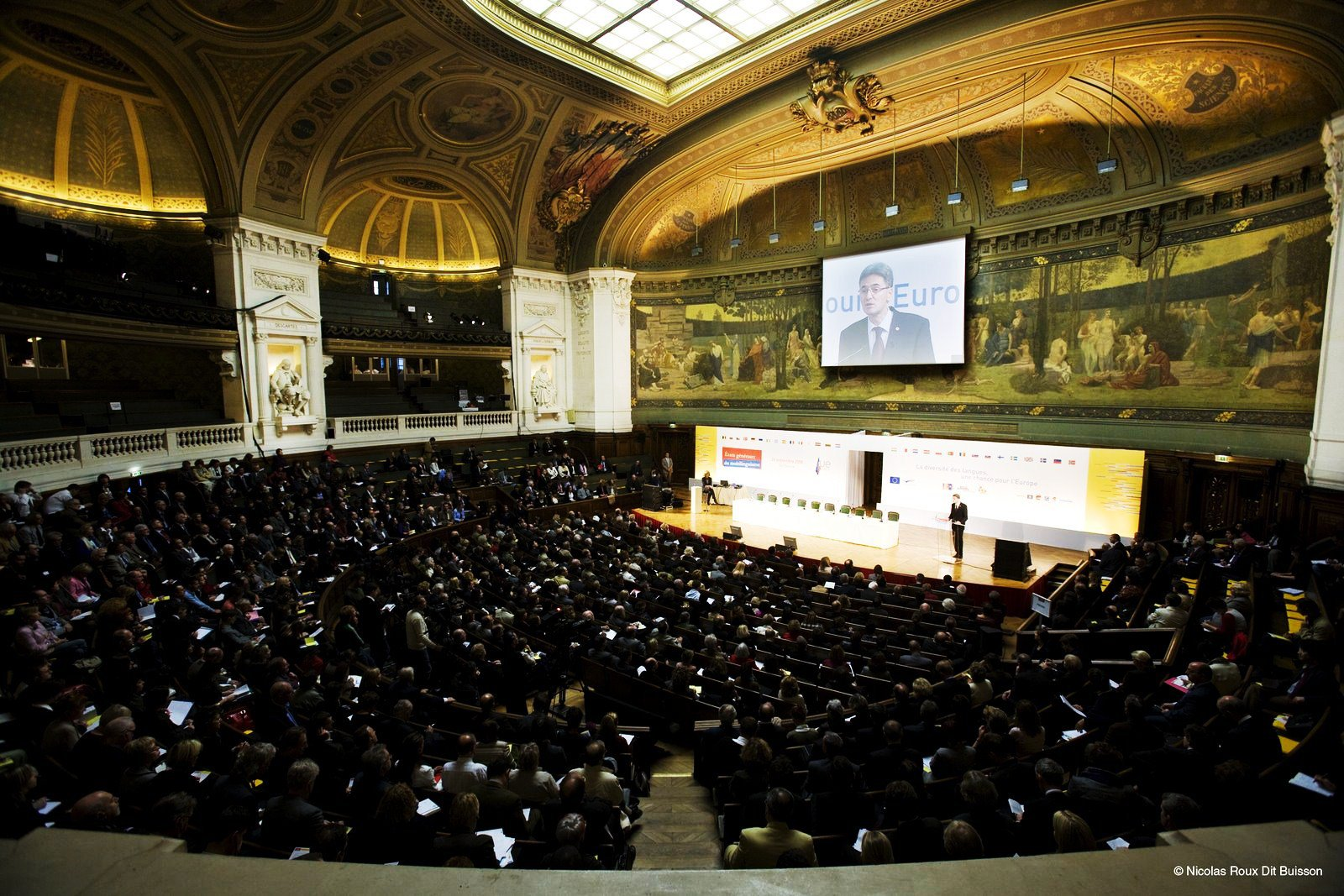
Gran Auditorio

## Instituciones sucesoras de la Sorbona de París
En 1970, la histórica universidad de París fue dividida en trece universidades diferentes, consideradas como verdaderas descendientes del histórico colegio de la Sorbona transformado en universidad:
- Universidad de París I Panthéon-Sorbonne
- Universidad Panthéon-Assas
- Universidad Sorbona Nueva-París 3
- Universidad de París IV París Sorbonne
- Universidad de París V Descartes
- Universidad Pierre y Marie Curie
- Universidad de París VII Denis Diderot
- Universidad de París VIII
- Universidad París-Dauphine
- Universidad de París X Nanterre
- Universidad de París-Sur
- Universidad de París XII Val de Marne
- Universidad de París XIII Sorbonne Paris-Nord

Las trece universidades aún son dirigidas por un mismo Rectorado y tienen sus oficinas en la misma sede original de la Sorbonne. Son consideradas como Universidades sucesoras por ser un desprendimiento de la original Universidad de París.
Tres de estas instituciones siguieron incluyendo el término original de Sorbonne en sus nombres : la Universidad de París I - "Panthéon-Sorbonne", la Universidad Sorbona Nueva - París 3" y la Universidad de París IV París-Sorbonne.    
A estas tres universidades se les puede considerar como sucesoras privilegiadas, porque están asentadas en el mismo edificio y porque se instalaron en el mismo barrio Latino, sede de la original "Sorbonne de Paris" y porque comparten además los mismos profesores, una misma administración y una continua calidad de enseñanza.

## Ocupaciones
La Sorbona fue ocupada por unas mil personas durante los sucesos de mayo de 1968. Más recientemente fue ocupada el 10 de marzo de 2006 por estudiantes protestando contra la introducción de la Ley de Contrato del Primer Empleo de Francia. Poco después de las cinco de la tarde ese día, unas doscientas personas ocuparon los recintos universitarios, y cientos más se unieron a las protestas en el exterior. A las tres de la mañana la policía procedió, en medio de varios enfrentamientos, al desalojo de los ocupantes de los recintos.
- «Sorbonne Assas – International Law School – High-level LL.M. in International Business Law». www.sorbonne-assas-ils.org.

## La Sorbona y las humanidades a lo largo de la historia
A lo largo de su historia, la Sorbona ha jugado un papel crucial en el desarrollo de las humanidades y las ciencias sociales. La universidad no solo ha sido un centro de formación intelectual, sino también un motor de cambio cultural, político y filosófico, influyendo profundamente en el pensamiento occidental.
A lo largo de su historia, La Sorbona ha sido un lugar donde las humanidades han evolucionado en respuesta a las transformaciones culturales, sociales y políticas. Desde sus inicios teológicos medievales hasta su papel crucial en la filosofía moderna y contemporánea, la universidad ha sido fundamental en la formación del pensamiento occidental. En la actualidad, sigue siendo una de las principales instituciones que promueve el estudio de las humanidades en su forma más integral y transformadora.

### Los primeros años: orígenes y filosofía medieval (siglos XIII-XV)
La Sorbona se fundó como un centro para la enseñanza teológica en el contexto medieval, particularmente para preparar a los clérigos en la interpretación de las escrituras cristianas. En sus primeros siglos, La Sorbona fue un lugar donde las humanidades en su forma más temprana —las artes liberales, la retórica, la lógica y la filosofía— eran enseñadas a la luz de la religión.
Teología y Filosofía Escolástica: en sus primeros años, la universidad se destacó por la enseñanza de la teología y la filosofía escolástica, una corriente que intentaba reconciliar la razón humana con la fe cristiana. Los filósofos más influyentes de la época, como Tomás de Aquino, ejercieron gran influencia sobre la formación del pensamiento medieval en La Sorbona.
Durante los siglos XIII y XIV, la Sorbona era el corazón del saber religioso y filosófico en Europa. Grandes pensadores medievales como Jean Buridan y Pierre Abelardo influyeron en la tradición escolástica que dominaba la universidad. A través de estos pensadores, La Sorbona se convirtió en un centro de discusión sobre la naturaleza de la razón, el libre albedrío y la relación entre la fe y la ciencia.

### La Ilustración francesa y la modernización (siglos XVII-XVIII)
Los siglos XVII y XVIII fueron épocas de transformación para La Sorbona. Aunque la universidad seguía estando vinculada principalmente a la teología y la filosofía, la Ilustración francesa impulsó la incorporación de nuevas ideas sobre la razón, la ciencia y los derechos humanos.
Filósofos Ilustrados: durante la Ilustración, pensadores como Voltaire, Jean-Jacques Rousseau y Denis Diderot influyeron profundamente en las ideas de libertad de pensamiento y educación. La Sorbona se vio involucrada indirectamente en los debates filosóficos y científicos que cuestionaban el autoritarismo de la Iglesia y el Estado. Sin embargo, como una institución profundamente religiosa, la Sorbona fue vista por algunos como un bastión de la tradición y la ortodoxia.
A lo largo del siglo XVIII, la Sorbona comenzó a ser un lugar de discusión sobre la educación y la moral, áreas cruciales para el desarrollo de las humanidades. La creación de instituciones académicas como la Académie des Sciences reflejaba un cambio hacia un enfoque más racional y científico de la enseñanza. A pesar de las tensiones con las ideas de la Ilustración, La Sorbona fue testigo de un proceso gradual de modernización.

### Revolución francesa y elsigloXIX: la Humanidad en un nuevo contexto
La Revolución francesa (1789) tuvo un impacto significativo en el sistema educativo y en el papel de La Sorbona. En este período, la universidad fue secularizada y reconfigurada como parte del sistema educativo republicano, con la Academia de la Sorbona asumiendo un rol central en la creación de una nueva cultura republicana.
La Revolución llevó a una separación de la Iglesia y el Estado, lo que transformó radicalmente la función de La Sorbona. Durante el siglo XIX, la universidad se abrió a nuevas disciplinas que anteriormente eran menos prominentes, como la historia, la lingüística y la literatura. Los estudios humanísticos, especialmente la historia y las lenguas clásicas, comenzaron a ganar prominencia.
Pensadores como Auguste Comte, René Descartes y más tarde Émile Durkheim, cuyos trabajos fueron fundamentales para el desarrollo de las ciencias sociales y las humanidades, empezaron a influir en los programas de estudio. La Sorbona fue una de las instituciones donde las ideas del positivismo y la sociología académica comenzaron a arraigar, destacando el interés por el estudio de la sociedad humana y las instituciones.

### La Sorbona en elSigloXX: un centro de pensamiento contemporáneo
El siglo XX fue una época de profundos cambios para La Sorbona. A medida que el mundo se enfrentaba a los desafíos de las dos guerras mundiales, la Revolución rusa y los movimientos sociales, la universidad se convirtió en un lugar clave para el debate filosófico y político, especialmente en relación con las humanidades.
Tras la Segunda Guerra Mundial, La Sorbona se destacó como un centro de enseñanza para grandes filósofos como Jean-Paul Sartre, Simone de Beauvoir y Maurice Merleau-Ponty, quienes fueron figuras prominentes del existencialismo y la fenomenología. Su influencia fue vasta, no solo en filosofía, sino también en literatura, política y teoría social, contribuyendo a la expansión de las humanidades hacia nuevas fronteras.
Durante la ocupación nazi de Francia en la Segunda Guerra Mundial, La Sorbona fue un refugio de resistencia intelectual. Tras la guerra, los movimientos estudiantiles y filosóficos que florecieron en la década de 1960, como el Mayo del 68, también estuvieron profundamente conectados con las humanidades. Los estudiantes se rebelaron contra lo que consideraban un sistema educativo conservador y elitista, proponiendo una educación más inclusiva y crítica.

### La Sorbona en la actualidad: el futuro de las humanidades
En la actualidad, la Sorbona continúa siendo un centro global de excelencia académica, con un fuerte enfoque en la investigación multidisciplinaria y una oferta educativa que incluye tanto las humanidades tradicionales como las ciencias sociales y la educación interuniversitaria.
Aunque la universidad sigue promoviendo estudios clásicos como la filología, historia y filosofía, también ha expandido su alcance a áreas como estudios culturales, lingüística aplicada, psicología social, antropología y ciencias políticas. La intersección de las humanidades con las ciencias sociales y la tecnología ha sido un área de creciente interés, especialmente en un mundo globalizado.
En los últimos años, las humanidades en La Sorbona, al igual que en muchas universidades del mundo, se han enfrentado a desafíos económicos y políticos, debido a la globalización y la creciente demanda de carreras relacionadas con las ciencias duras. Sin embargo, la Sorbona sigue siendo un bastión de la educación crítica, centrada en la formación de ciudadanos pensantes y comprometidos con los problemas globales.